# Kocher Bianco
Il Kocher Bianco è un fiume tedesco che nasce sulle Alpi sveve ad Albuch und Härtsfeld e dopo un breve percorso si unisce presso Unterkochen al Kocher Nero per formare il fiume Kocher.

## Geografia

### Corso
. 

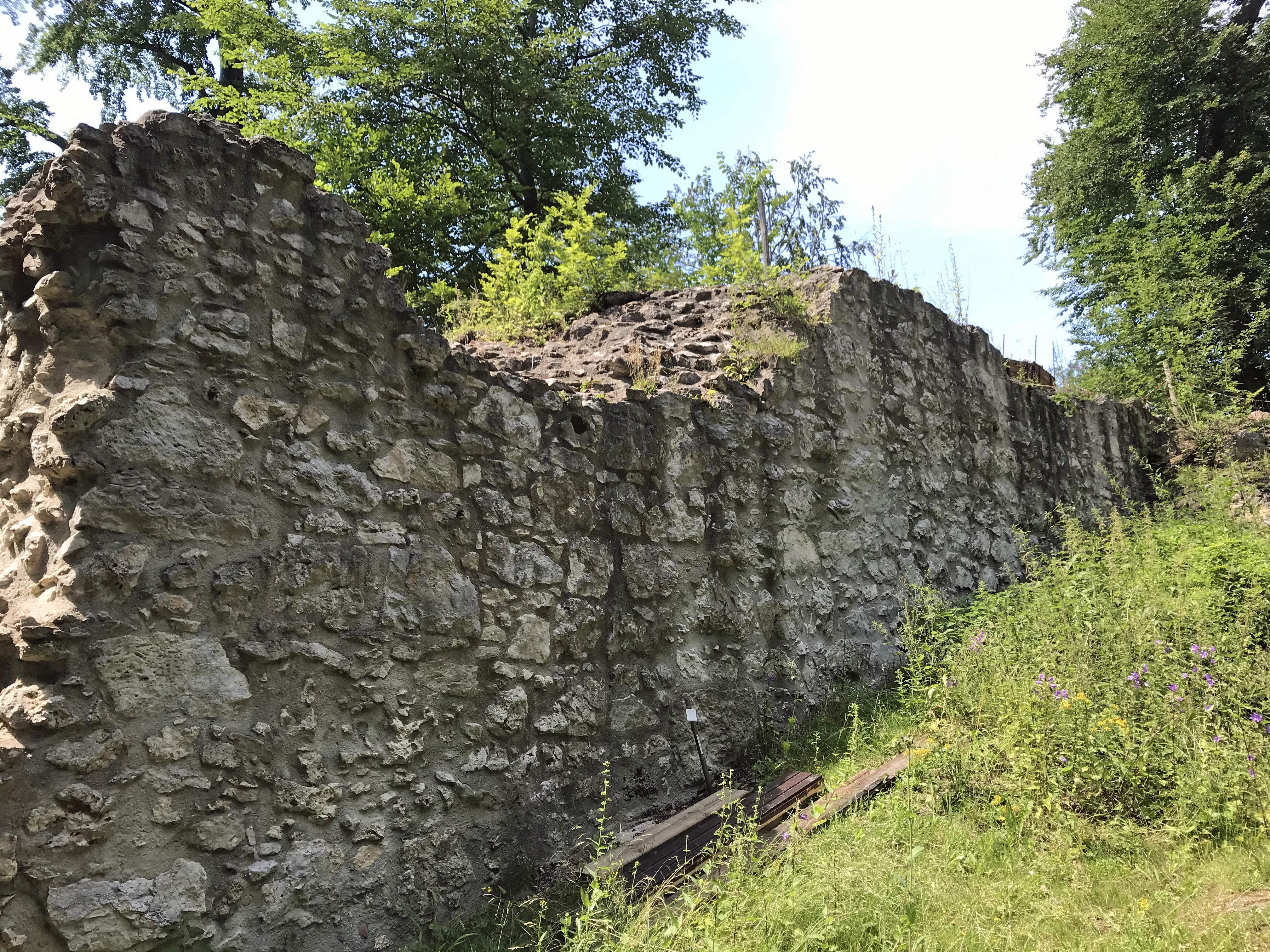
Rovine del muro difensivo del Kocherburg

Le sorgenti del Kocher Bianco si trovano sopra il quartiere Unterkochen di Aalen, in una stretta valle boscosa. Qui il fiume serpeggia nelle muschiose falesie tra le forre delle sue sorgenti. Nel suo corso verso Unterkochen il torrente deposita del tufo. Sul quale devia a causa dei numerosi spiacevoli incidenti di una volta provocati da una fabbrica di polvere da sparo verso i campi da tennis un canale laterale. Poco dopo il canale laterale fluisce nuovamente indietro. Il Kocher Bianco sopraggiunge sul contorno dell'insediamento di Unterkochen e prende nel suo normale corso l'affluente di sinistra Häselbach; sullo sperone montuoso dell'angolo ove sfocia si trovano le antiche rovine risalenti all'età del bronzo del Kocherburg.
Subito dopo il fiume si ramifica nuovamente per qualche centinaio di metri. Qui si trova una fucina risalente al 1522, come una cartiera, già nota una volta fin da lontano.Sotto il quartiere entra nella pianura del "Kocher Bianco", proveniente da Oberkochen, il Kocher Nero, che si unisce al primo in una briglia formando il Kocher. La confluenza è stata "rinaturalizzata" e spostata di circa 100 metri verso nordest.
Mentre prima della "rinaturalizzazione" il Kocher Bianco scorreva verso ovest, il Kocher Nero scorre oggi per un tratto verso di lui a est.

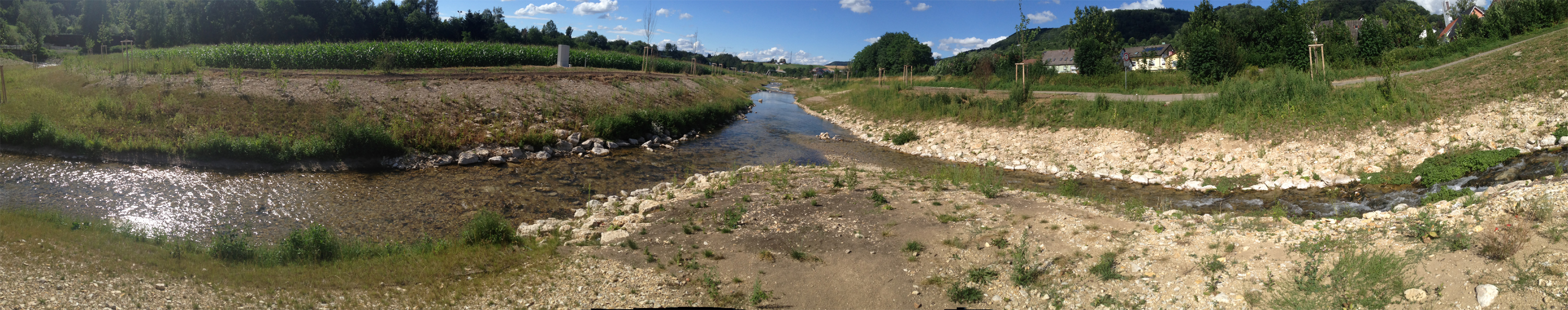
Confluenza del Kocher Nero (sinistra) con il Kocher Bianco (destra) a Unterkochen, dalla "rinaturalizzazione" del 2015

Il Kocher Bianco scorre per circa 3,3 km con un dislivello medio di circa 21 ‰ e circa 70 metri di altezza sotto la sua sorgente più in alto, insieme al Kocher Nero verso il Kocher. Esso ha una portata media di 400 l/s.

### Bacino idrografico
Il bacino si estende su una superficie di 8,5 km² circa.
A nord concorre l'affluente Pflaumbach, al di là dello spartiacque orientale, che è un settore dello spartiacque europeo tra Reno e Mare del Nord di qua e Danubio e Mar Nero di là.

### Affluenti
Elenco gerarchico degli affluenti, nell'ordine dalla fonte allo sfocio.
- Canale Rowa, alla destra orografica, circa 483 m s.l.m. dopo i campi da tennis all'inizio dell'abitato di Unterkochener, 0,4 km. Si stacca prima a circa 495 metri s.l.m. alla fabbrica di polveri davanti ai campi da tennis verso destra[3]
- Häselbach, da sinistra e sudest a un'altezza di circa 478 m s.l.m. poco sotto i Bischof-Hegele-Wegs in Unterkochen, 1,4 km e ca. 4,9 km² Confluisce a un'altezza di circa 507 m s.l.m. in Aalen-Glashütte, uno stagno sotto l'Hohlen Stein.[3]
- Mühlkanal Eisenschmiede e cartiera, alla destra a un'altezza di circa 464 m s.l.m., vicino alla casa Nr. 31 della Waldhäuser Straße di Unterkochen, 0,8 km. Poco dopo il precedente, a destra.[3]
  - Canale della cartiera, da sinistra poco prima del riflusso, su circa 0,2 km. Diramazione destra del Kocher Bianco.[3]

## Difesa ambientale
Nella zona della sorgente il Kocher Bianco è stato sfruttato industrialmente. Attività della cartiera e rifiniture tessili hanno prima inquinato molto le acque. 
Impianti di depurazione hanno poi ripristinato la qualità delle acque che è ora di II classe.

## Galleria d'immagini

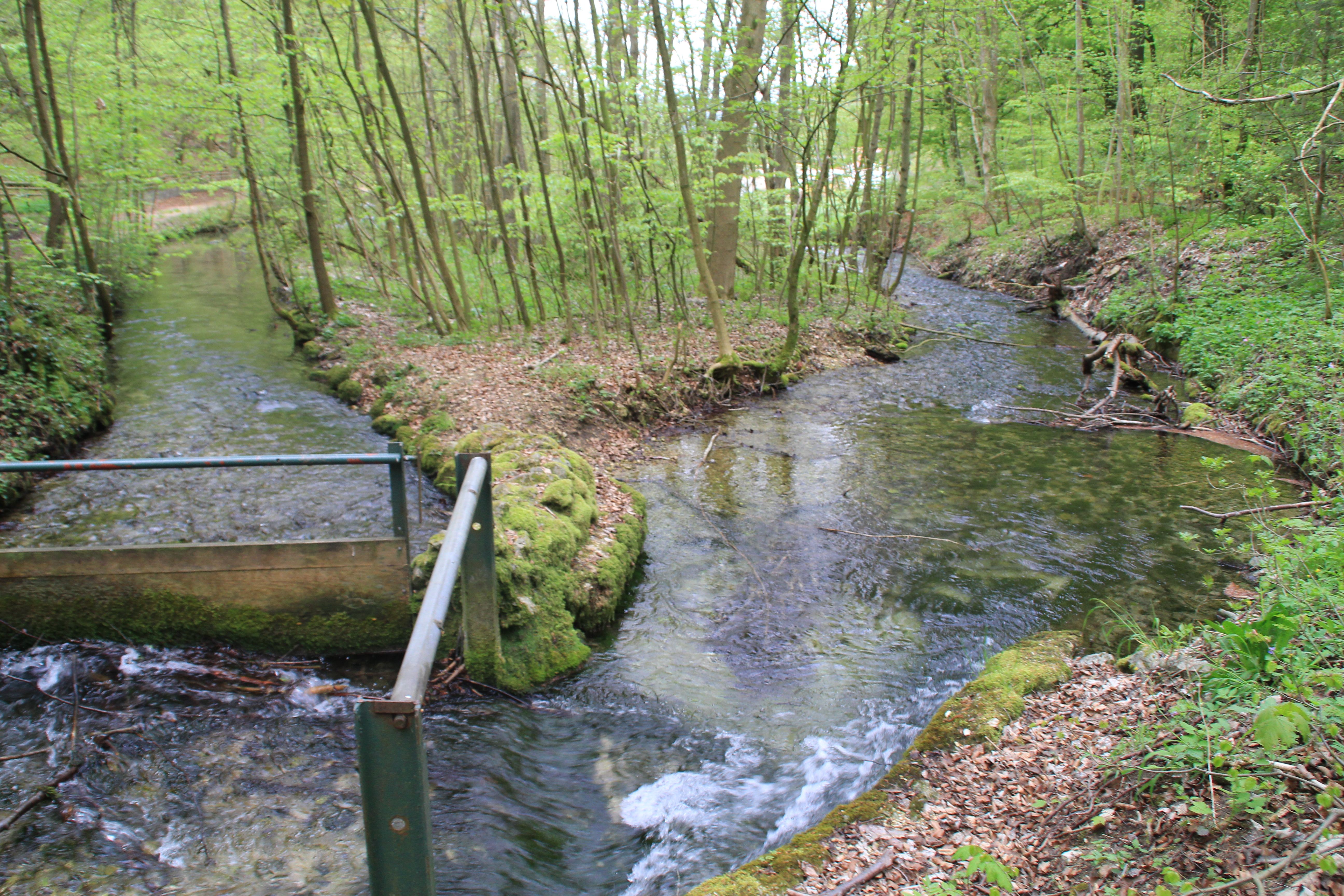
Il Kocher Bianco si divide in due rami
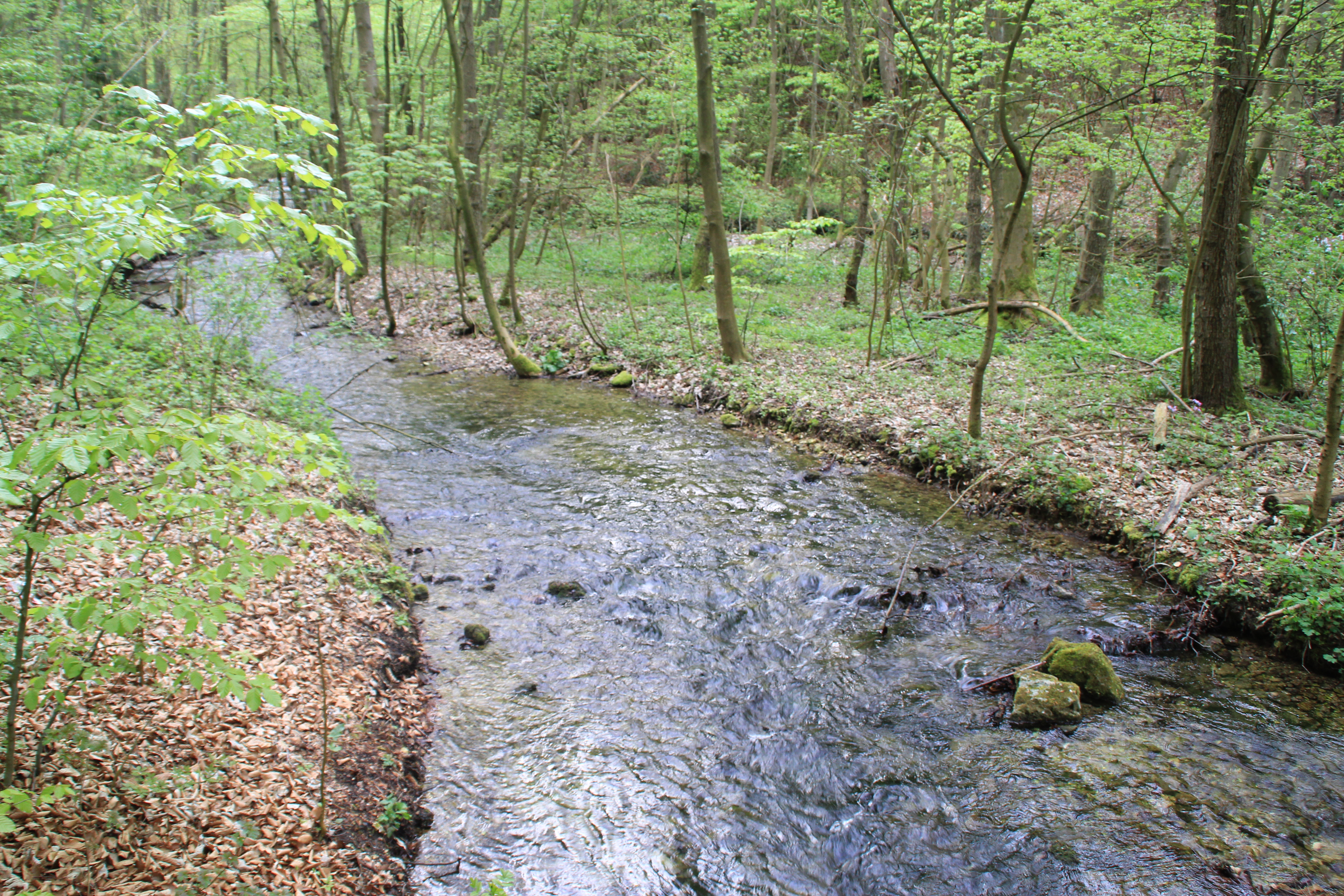
Il ramo destro del Kocher Bianco nella valle della sorgente
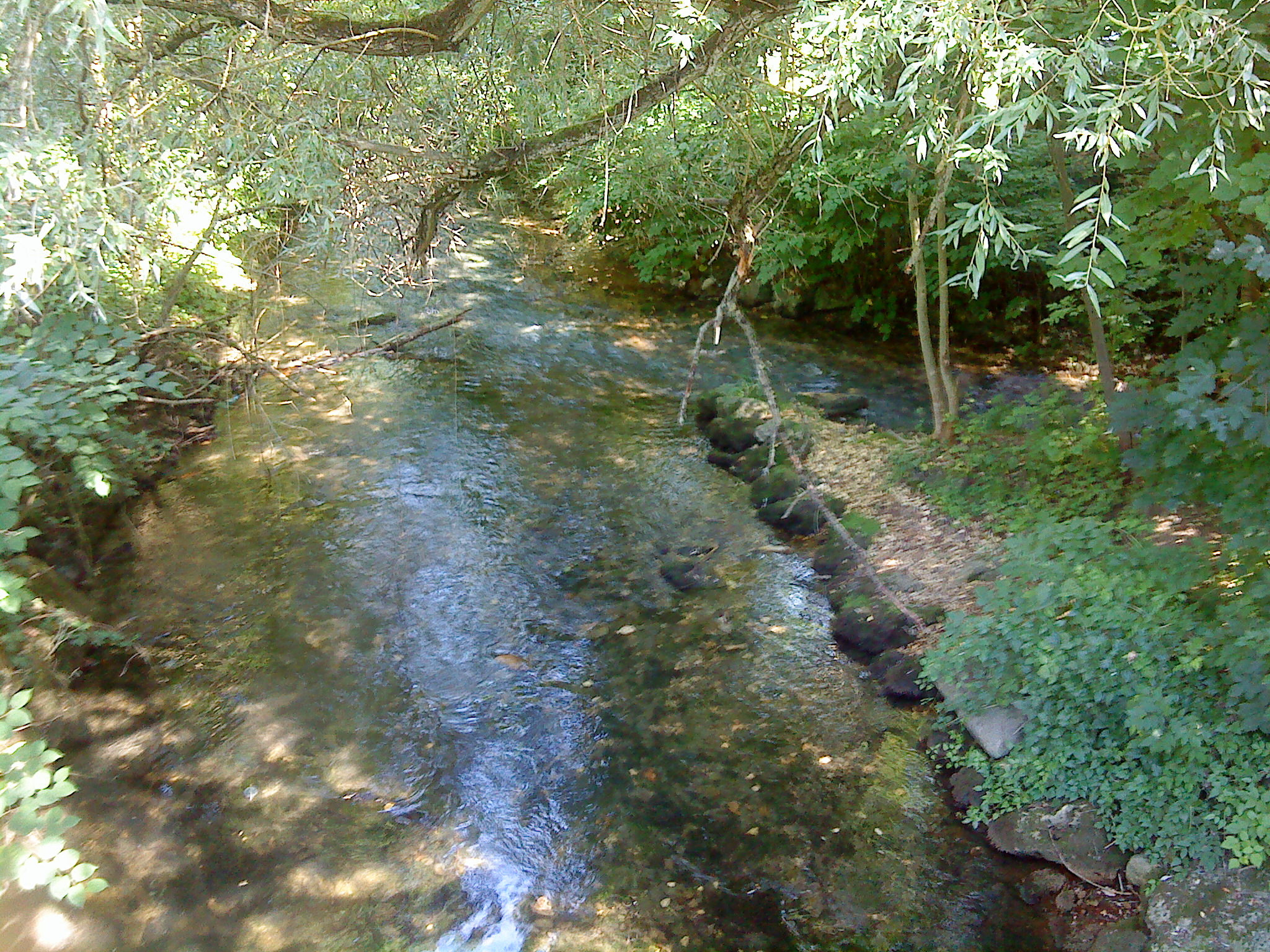
Confluenza del Kocher Nero (sinistra) e del Kocher Bianco (destra) a Unterkochen prima della "rinaturalizzazione"